# Deportivo Mictlán
Club Deportivo Mictlán – gwatemalski klub piłkarski z siedzibą w mieście Asunción Mita, w departamencie Jutiapa. Występuje w rozgrywkach Primera División. Domowe mecze rozgrywa na obiekcie Estadio La Asunción.

## Osiągnięcia
- finał pucharu Gwatemali (1): 1993/1994

## Historia
Początki funkcjonowania zespołu sięgają 1928 roku. Oficjalne źródła podają jednak, iż klub został założony w 1960 roku. Po latach występów w niższych ligach został reaktywowany w 1989 roku przez grupę lokalnych przedsiębiorców. Przystąpił do rozgrywek trzeciej ligi gwatemalskiej, początkowo na licencji drużyny Imperial Moderna de Jutiapa. Występował w niej w latach 1989–1992 kolejno pod nazwami Mictlán-Moderna Prolac, Mictlán Municipal Distribuidora Moreno oraz Mictlán „Tractores y Equipos” Distribuidora Moreno. W 1991 roku klub został trwale wykluczony ze wszystkich rozgrywek przez Gwatemalski Związek Piłki Nożnej za zamieszki wszczęte przez kibiców po jednym z trzecioligowych meczów, od czego jednak skutecznie się odwołał i przystąpił do kolejnego sezonu.
W 1992 roku Mictlán awansował do drugiej ligi, natomiast w 1993 roku po wykupieniu licencji klubu Deportivo Galcasa dołączył do gwatemalskiej Liga Nacional. Występował w niej w latach 1993–1996. W 1993 roku dotarł do finału Copa de Guatemala, gdzie przegrał z Suchitepéquez (1:2). Finał krajowego pucharu pozostaje największym sukcesem w jego historii.
W kolejnych latach Mictlán balansował pomiędzy drugim i trzecim szczeblem rozgrywek. W latach 1996–2000 grał w drugiej lidze, w latach 2000–2001 w trzeciej, w latach 2001–2003 w drugiej, w latach 2003–2004 w trzeciej i w latach 2004–2006 w drugiej. W 2006 roku wywalczył awans do najwyższej klasy rozgrywkowej, lecz spędził w niej tylko rok. Po raz trzeci i po raz czwarty Mictlán występował w Liga Nacional odpowiednio w latach 2010–2014 i 2015–2017, pozostałe sezony spędzając w drugiej lidze.

## Trenerzy
- Mauricio Tapia (2005–2007)
- César Mario Calero (2007)
- Mauricio Tapia (2009–2010)[7][8]
- César Mario Calero (2011)[8]
- Ramiro Martínez (2011)
- Alberto Salguero (2011–2012)[9]
- Sergio Pardo (2012)[9]
- Garabet Avedissian (2012)[10]
- Sergio Pardo (2012–2013)[10]
- Johnny Chaves (2013–2014)[11]
- Sergio Guevara (2014–2017)[12][13]
- Carlos Ruiz (2017)[13]
- José Garnica (2017–2019)[14][15]
- César Mario Calero (2020)[16]
- Irvin Olivares (2020–21)[16]
- Érick González (2021)
- Gustavo Reinoso (2022)
- José Garnica (2022)
- Darlyn Gayol (2022)
- José Garnica (2022)
- Víctor Gómez (2023)
- Irvin Olivares (2023)
- Matías Tatangelo (od 2023)